# Biblioteca del Sud
La Biblioteca del Sud és una de les biblioteques municipals de Sabadell. La gestiona l'Ajuntament de Sabadell en conveni amb la Diputació de Barcelona i forma part de la Xarxa de Biblioteques Municipals de la província de Barcelona i del Sistema de Lectura Pública de Catalunya.
Situada al passeig dels Almogàvers, 49, al barri de la Creu de Barberà, és un equipament del Districte 6 de Sabadell. Inaugurada el 19 d'abril del 2010, té una superfície total construïda de 1.726 m², distribuïda en tres plantes. A la planta baixa hi ha l'àrea infantil –amb la Bebeteca, un espai per a les famílies i on els nadons poden gaudir de la primera aproximació al món dels llibres– i l'àrea d'oci –amb el Racó Gastronòmic i el fons especial dedicat a la cuina i la gastronomia–. A la primera planta s'ubiquen les àrees de lectura, de coneixement, d'informació i referència, la zona d'internet i una aula d'adults reconvertida en una sala d'estudi. Finalment, a la planta soterrani hi ha l'auditori amb capacitat per a més de 100 persones, on s'ofereixen tota mena d'activitats culturals, i una sala jove on els adolescents a partir de 14 anys poden gaudir d'un espai adaptat a les seves necessitats.
La Biblioteca del Sud compta amb un fons de més de 40.000 llibres, més de 3.000 documents (CD i DVD) de música i cinema i més de 130 subscripcions a diaris i revistes.